# Радомишъл Велки
Радо̀мишъл Вѐлки (на полски: Radomyśl Wielki) е град в Югоизточна Полша, Подкарпатско войводство, Мелешки окръг. Административен център е на градско-селската Радомишълска община. Заема площ от 8,79 км2.

## Население
Според данни от полската Централна статистическа служба, към 1 януари 2013 г. населението на града възлиза на 3 079 души. Гъстотата е 350 души/км2.